# Гиганти
Гиганти (грч. Γίγαντες [], лат. Gigantes) су дугокоси наказни дивови, синови богиње земље Геје рођени из капље крви бога неба Урана.

## Митологија
Гиганти су били потомци најстаријих богова, старијих од богова са Олимпа, и нису признавали власт највишег бога Зевса, мада је његова владавина била боља од владавине њиховог гиганта Хрона.
Када је богиња земље Геја, бесна на Зевса што је свргнуо са власти њеног сина Хрона, наговарала је гиганте да се побуне против њега. Гиганте није требало много наговарати јер су сами били жељни освете, и пуни снаге, па када је Геја набавила чаробну биљку која их је, од оружја богова чинила нерањивим, дигли су се на борбу, и из родне Палене на полуострву Халкидикију кренули на Олимп.

## Борба Богова и Гиганата
Почела је жестока борба (гигантомахија) у којој су, на самом почетку богови били надјачани и Зевс се обратио богињи Атини да позове у помоћ његовог земаљског сина Херакла.
Када је Геја чула ко долази у помоћ боговима, покушала је да набави чаробни напитак који би њене синове штитио од оружја људи, али у томе није успела јер је Зевс, наредио богу сунца Хелију и богињи месеца Селени, да не обасјавају земљу својом светлошћу, а сам је почупао сваку биљку на земљи.
Долазак Херакла за гиганте је био кобан и уместо да се предају и моле за милост, они су изабрали да до краја воде борбу која их је одвела у смрт.
Херакло је, отровном стрелом ранио најјачег гиганта Алкионеја, а потом га је бацио преко планине у његову родну земљу јер је знао да тамо Алкионеја није био бесмртан. Тај успех Херакла је дао нову снагу и подстицај боговима, па је сваки од богова кренуо у борбу.
- На гиганта Клитија, бог Хефест је бацио огромну планину ужареног гвожђа.
- На гиганта Енкелада, већ ошамућеног, богиња Атина је бацила острво Сицилију.
- На гиганта Полибота, бог Посејдон се бацио комадом земље кога је отргнуо од острва Коса, и оборио га у море (тако је настало острво Нисир).

Зевс је, ужареним муњама које је бацао са Олимпа све остале гиганте, а затим их је Херакло обамрле од муња побио.